# 尤三姐

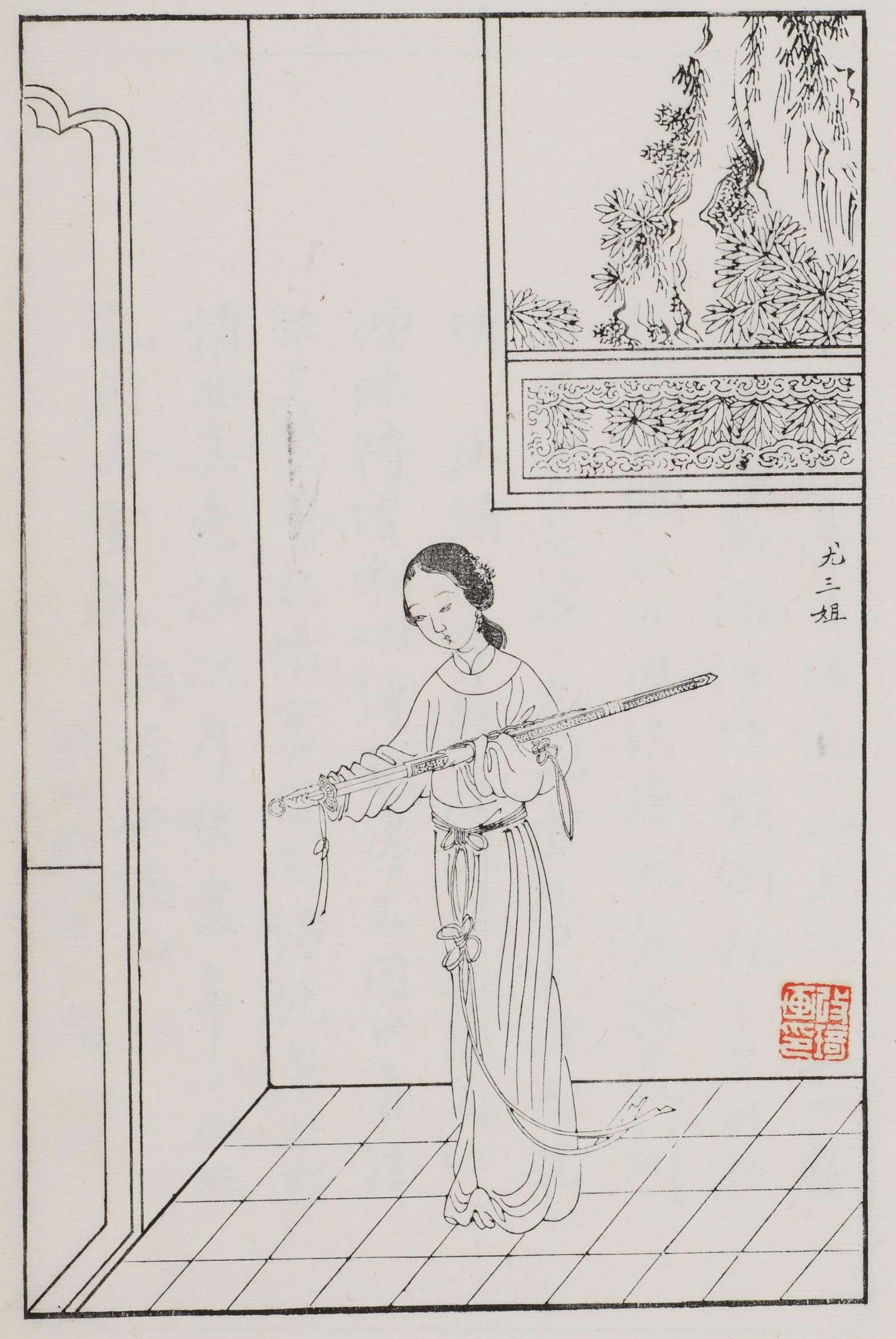
尤三姐,【清】改琦绘

尤三姐，《红楼梦》人物，尤二姐之妹，尤氏继母的女儿。性情刚烈，不喜遭人玩弄。后由贾琏说媒，欲许配柳湘莲，但因柳湘莲误听传言，怀疑尤三姐是个不乾净的人，要索回定礼鴛鴦劍。尤三姐為表清白，拔剑自刎。柳湘莲追悔莫及，削发出家。